# Savage Arms Company
Pour les articles homonymes, voir Savage.
La Savage Arms Company est une compagnie américaine fondée en 1894 à Utica, New York, par Arthur Savage qui l'a revendue en 1912 à d'autres hommes d'affaires. Son siège social est à actuellement à Westfield (Massachusetts) et l'entreprise est détenue par Vista Outdoor. 

## Production
Elle produit de nombreux modèles de carabines de chasse et se lance en 2017 avec sa gamme MSR sur le marché des plateformes de type Armalite AR-10 (dont le modèle Long Range chambré en .308 pour le tir à la cible) et AR-15.
Ce fabricant d'armes est célèbre pour la carabine Savage Model 99 (1899). Le rail Picatinny a fait son apparition sur les modèles de gamme standard comme sur le modèle 110 BA Stealth, chambré en .338 Lapua.
Les pistolets Savage 1907/1913/1915/1917 ne sont plus produits.
Dans le domaine de l'armement militaire, elle a fabriqué des mitrailleuses Lewis Mark I durant la Grande Guerre et des Colt M1911A1 et des PM Thompson durant la Seconde Guerre mondiale. Plusieurs de ses fusils à pompe ont été utilisés par l'United States Army au XXe siècle (par exemple le Stevens 620A).